# Tena (djelo)
Tena je pripovijetka Josipa Kozarca.

## Tema
Život slavonske žene koja je bila omamljena vlastitom ljepotom i odjednom na kraju shvati, da osim ljepote ništa više nije imala. Moralno propadanje seoske djevojke.

## Problematika koja se obrađuje
-opis epizoda iz seoskog života

-ilustracija novih društveno-ekonomskih odnosa u selu i psihologija sela

-oštro suprotstavlja likove i prilike u kojima su nastali

-produbljivanje problematike i nepredvidive komplikacije

-realno opisivanje zločina namjernog prenošenja zaraze

## Struktura djela
Pripovijetka s višeslojnim fabularnim zbivanjima u kome je uključeno
više likova iz različitih društvenih slojeva, pa je pripovijetka svojevrsna analiza
socijalnih, moralnih i psiholoških sastavnica tadašnjega hrvatskoga društva. 

## Književna vrsta
Pripovijetka
Inspiracija iz sličnog djela: Opisivanje karakternih likova i promatranje ljudske duše i objektivno opisivanje događaja u prirodi zbivanja ljudskih osjećaja. Stil njegovog pisanja vidi u nekim europskim misliocima, od kojih mu je najbliži bio građanski mislilac Adam Smith, prihvaćajući njegove napredne ideje, ali i zablude. Zanimao se za Darwinovu teoriju. Veliko je bilo njegovo zanimanje i za djela Turgenjeva. 

## Vrijeme radnje
druga polovica 19. stoljeća

## Mjesto radnje
Radnja se zbiva u pograničnom slavonskom selu na obali Save, tik uz tursku Bosnu, u vrijeme austro-ugarske okupacije Bosne i Hercegovine 1878.

## Likovi
Tena (Terezija) je cura koja nije bila potpuno svjesna svoje ljepote. Nakon svoje prve ljubavi počela je shvaćati koliko je ljepota bitna za ugodan život jedne seoske cure. Uvijek je gledala na svoje dobro, bez obzira kako to utječe na druge. Nije ju bila sramota što ju selo ogovara, zapravo moglo bi se reći da je prkosila selu i stvarala zavist među drugim seoskim curama. Na kraju je imala sreće, što joj se vratila prva ljubav kod koje je pronašla svoju sreću. 
Beranek je mladi Čeh, vodnik u Austro-Ugarskoj vojsci koji se istinski zaljubljuje u Tenu i na kraju rata se vraća Teni i s njom provodi ostatak svog života. 
Leon je bogati čovjek koji dolazi u Slavoniju, da bi zaradio novaca, a usput da ne bude sam spetlja se s Tenom. Bio je mlad, ljepuškast, sitnih vatrenih očiju, crnomanjasto-bjelkaste puti, guste, tamne kose i plavih brkova. 
Đorđe je cigan koji svira gusle. Tena ga koristi kao izvor novčanih prihoda. Grub je prema svojoj ženi, koju tuče, maltretira i ponižava. 
Jozo se želio oženiti Tenom još dok je bila cura, ali ga onda nije htjela, a sada ga koristi samo kao sredstvo pomoću kojeg se uzdržava. Grub je prema svojoj ženi. 
Ivka je sitna i pokorna žena, koja se nakon poroda proljepšala. Morala je podnositi drugu ženu u kući i biti podložna njoj. Vrlo plemenita žena, jedina je pomagala Teni dok je imala kozice (boginje). 
Maruška, žena kojoj je bilo dosta što je druga žena. Pomoću varke pridobiva muža.

## Kratka bilješka o djelu
U djelu Tena pokazuje izuzetan dar u opisivanju društvene stvarnosti pograničnog slavonskog sela, na obali Save, tik uz tursku Bosnu, u vrijeme austrijske okupacije Bosne i Hercegovine. Kozarac krivca za to stanje pronalazi u strancima koji nemilosrdno iskorištavaju prirodna bogatstva – šume, iskorištavajući radnu snagu, ali isto tako utječu na pad morala seoske djevojke, koja osiromašena, ali i lijepa, koristi ono što joj je priroda dala, a to je lijepo žensko tijelo i čari. Roditelji u pravilu u tim poslovima sudjeluju, jer su prisiljeni i osiromašeni zbog propasti zadruga. Uz sve moguće padove Tene i osude njezinog ponašanja i sredine, na kraju se pronalazi sretan izlaz. 

## Sadržaj
Tena nije bila od onih preranih ljepota, već od onih koje se kasno razvijaju, ali zato savršenije. Tko ju je vidio zažarenu od posla i žege rekao je da će biti ljepotica, a kao ozeblu i pomodrjelu, kao tešku bolesnicu. Tena je bila tanka, kao iz vode izrasla i tako nerazvijena nije se u prvi mah nikome sviđala. Lice joj je bilo mrko, ali pravilno, nos ravan i sitan, niti jedna kost, niti jedna crta nije mutila nježnog i pravilnog sklada. Mrke sjajne oči kao da su prerano sazorile poput poluzelene voćke i kada ožive bojom prve mladosti stvorili u ljepotu kakovu resi samo rijetke žene. 
Majka joj je bila boležljiva i jedva je čekala da je uda. Ostane li sama pored oca Jerka Pavletića, lijenčine i pijanice, Bog zna što bi od nje bilo. Dok je postojala zadruga Pavletić nije ništa drugo znao raditi, doli čuvati svinje. Kada se zadruga raspala, morao se za sve brinuti, a nije znao. Od svinjara postao je kućegazda i gospodar i nije čudo što ga je taj prijelaz survao u ponor. U tim je prilikama Tena odrasla. Nakon sedamnaeste postala je sve ljepša. Seoski momci baciše oko na nju i počeše je oblijetati, ona nije marila za njih. Majka joj izabere za muža Jozu Matijevića, momka dosta uglednog i imućnog. Teni je bilo svejedno, no majka je bila zadovoljna jer je znala da ju Jozo voli i da je Matijevićima po volji. Kada je majka umrla, Tena nije mnogo plakala za njom, već se osjetila slobodnom. Sreća ju je obuzela kada je osjetila da će upravljati sama svojom voljom, mišlju i svojim tijelom. 
Po cijeloj Posavini razmjestiše se austro-ugarske čete koje će morati prijeći u Bosnu. U Jerkovu kuću smjestiše vodnika Jaroslava Beraneka. Mladom je čovjeku pamet stala kada je ugledao Tenu. Mnoge je djevojke vidio, ali na ovakvu ljepoticu nije naišao. Srce mu je zaigralo, kada je pomislio da će on biti prvi koji će poljubiti njeno lice. Plamen što joj je izbijao iz očiju samo mu je potvrđivalo da je ona već njegova. Njezin Joza nije joj znao tako lijepo govoriti i gledati je, da joj krv stane i ostane bez snage. Mladi Čeh bio je neoženjen, obećao joj je da će je oženiti čim se vojna završi. 
Tena kao da je zaboravila na sebe, nije ni opazila, da se razvila u savršenu ljepotu, da joj je tijelo odisalo bujnom životom poput ružinog grma. Dolaskom vojske nahrupila je ljubav, mnoge žene i djevojke u selu imale su svoga vojnika za ljubavnika. Cijelom selu bili su to dani neprekidne svečanosti. No došao je čas kada je vojska trebala prijeći preko Save u Bosnu kod Brčkoga. Za pukovnijom vojnika, išla je pukovnija žena i djevojaka, sve obučene kao da prate brata na groblje. 
U kasnu jesen zgrnu se sada čitava vojska šumskih radnika i trgovaca, da bi lijepu slavonsku hrastovinu na dražbi kupili. Među trgovcima što šumom trguju bio je i zastupnik jedne pariške tvrtke Leon Jungman, mlad, zgodan, vatrenih očiju, tamne kose, a plavih brkova. Iznajmio je najveću kuću u selu i živio gospodski, pa kako je bio galantan, te se ubrzo omilio mladom ženskom svijetu. Njemu je oko zapelo na Teni. Iste večeri poruči njoj i još nekoliko lijepih djevojaka da dođu k njemu na poslastice. Svirala je ciganska glazba. Sve su došle, samo Tena nije. I sljedećih ju je dana pozivao, ali ona nije htjela doći. Po ocu, koji je radio u šumi, ponovo ju pozove i ona na nagovor oca pođe. U prvi mah se pred Leonom zasramila. Kada je vidjela svu onu raskoš po sobama, ubrzo ju je napustila stidljivost i već joj se pričinjalo, kao da je to sve za nju stvoreno, te da je ona i njezino tijelo jedan dio te raskoši. Snaga njezine volje se izgubila: «ona je danas ljubila drugoga čovjeka, ali u toj ljubavi nije bilo onoga čara kao nekada kada ju je ljubio onaj vodnik. Nije znala što ju je bacilo u Leonov zagrljaj. Da nije prvo ljubila vodnika, bi li mogla učiniti ono što je sinoć učinila?» - pitala se Tena. Napokon je spoznala, da ona sa svojim srcem nije na čistu, da je neka nepoznata moć vuče i njome se igra. Tako je proživjela i zimu, a život joj je bio sličan vatrometu. Imala je sve što joj je srce željelo, jedna radost izmjenjivala je drugu. Ona je samo znala za one raskalašene sate kada je stupila u njegove tople, mirisave sobe. Ona bi dovodila najljepše djevojke, te bi po ciganskoj glazbi slavili ljepotu, kakovu nisu ni elizejske poljane poznavale. 
Dok bi Leon hladno promatrao ljepotu plesačica, ciganin Đorđe nikoga nije vidio do li Tene, jer mu je ljubav zamaglila oči. Napustio je ženu i kuću. Teni je bio Leon kao i Đorđe, jer ona nije znala za ljubav. Samo jednom čovjeku pripadati, gdje joj se toliki nude, bilo bi nepravedno. «Volim ja tebe, ded pogleđi mi u oči, tako je lijepo, je li da te volim?» - govorila je Leonu i pomilovala ga onako kako se lovački pas miluje i prasnula u smijeh. Znao je Leon da ona voli njegov novac, njegove lijepe sobe i burni raskalašeni život u tim sobama. On je nju volio toliko, koliko i zemlju u kojoj sada živi. Došao je u Slavoniju ne da ostane u njoj, već da se okoristi onim što je u njoj lijepo i vrijedno. Došao je da se obogati, a onda će reći: «Zbogom ostaj lijepa zemljo ja te više ne trebam, ja idem u svoj kraj, u svoj rod da potrošim što sam u njoj ubrao!»
Đorđe je mahnitao za njom, znao je svaki njen korak, zbog nje je tukao svoju ženu, malu ciganku Marušku, a ona pored svih udaraca neugasivom ljubavlju ginula za njim, za lijepim Đorđem. Sve to nije dugo potrajalo. Leon dobije nalog od tvrtke da pođe što prije u Podravinu, gdje je od gospojštije otkupljena velika hrastova šuma. «Što će biti od tebe, kada ja odem? Bilo bi najbolje da se udaš!» - govorio je Leon. «Da ti znadeš, što je to udati se poslije ovakova djevojaštva, ne bi me nikada na to nagovarao» - govorila je Tena. 
Za Tenu su nastali dani dosade. Nije joj bilo teško naći ljubavnika, ali nekog sirotana, koji ne bi mogao niti što davati, niti što kupovati, takav joj ne treba. I sjeti se cigana Đorđa – «cigan je doduše, ali svake nedjelje dobije lijepu krajcaru za guslanje, a ti će novci odsada biti moji. Joza će me hraniti, a Đorđe će mi novac davati! Jest, tako će biti!» - odluči Tena. 
Nehotice pogleda u ogledalo, bila je omamljena vlastitom ljepotom i odjednom shvati, da osim ljepote ništa više nije imala. Promatrajući se, sada je shvatila, zašto se momci za njom tako požudno ogledaju. To divno tijelo bit će sada Jozino i Đorđevo. Ono što je ona u svojoj duši zasnovala, to se i obistinilo. Jozo i Đorđe mirno su dijelili njenu ljubav među sobom, jer je ona tako htjela. 
Jozina žena Ivka nije se mnogo protivila, jer je znala da gotovo svaka žena u selu ima svoju inoču. Tena je prebivala većinom kod Ivke, tamo je jela i pila, čak i branila Ivku od Joze koji ju je zanemarivao i nazivao ružnim imenima. Kao što su Ivka i Tena, tako su i Joza i Đorđe dobro živjeli, samo da nije bilo Maruške. Ona je bila onaj trn koji se zabadao u život Đorđev i Tenin. No i Maruška se smiri, čak se ciganka sprijateljila s Tenom. Kako Tena nije bila zlobna, a ni oštroumna nije joj bilo čudno to cigankino nenadano prijateljstvo. 
Prošla je zima i dođe proljeće. Tena se još uvijek držala Joze i Đorđa, ali je njihova pomama za njom polako nestajala, nije to bila niti ljubav, već samo strast za njom. Stara ciganka donese Teni maramu na poklon od Maruške zaraženu boginjama. Dugo je Tena bolovala, a kada je ozdravila, to nije bila ona divna, nego nekakva nepoznata, posve druga Tena. Ona će sama sebi biti tuđa, morat će se upoznati sama sa sobom, naviknuti se na samu sebe. 
«Osvetili smo se!» - govorila je stara ciganka Maruški. «Nema je više što je nekada bilo, bilo je – nitko je neće više ni pogledati!». 
Nitko nije Tenu obilazio, osim Jozine žene Ivke. Kada ju je Jozo prvi puta ugledao, onako ružnu, kako sjedi u postelji, a lice joj je pokriveno korom kao u stare kornjače, pobježe: «Zar je to Tena?» - pitao se Joza. Maruška je rodila sina i lukava ciganka, znajući kako Tena izgleda pošalje Đorđa k njoj, da joj javi radosnu vijest. Vidjevši je Đorđe, pobježe kao i Joza. U Đorđevu srcu nastane praznina zbog Tene, ali se ispuni ljubavlju za sinom. 
Tako je živjela Tena sama, ali jednoga dana vratio se vodnik Jaroslav Beranek i otkupio je njihovo imanje za 200 forinti, te se uputi k Teni. On je bio bez desne ruke, a njezino lice izbrazdano, tamnocrveno, koje je počelo prelaziti u bjelinu bez sjaja i izraza. To su vidjele njihove oči, ali dok je to došlo do srca, pretvorilo se u ono anđeosko milosrđe, suze u njihovim očima i nadu u bolju i ljepšu budućnost.